# انیو د گیروگی
انیو د-جُرجی (ایتالیایی: Ennio de Giorgi; ۸ فوریهٔ ۱۹۲۸ – ۲۵ اکتبر ۱۹۹۶) یک آنالیزدان ایتالیایی بود. وِی در حوزهٔ حسابِ تغییرات، مشخّصاً نظریّهٔ رویه‌های کمینه (مینیمال) و قضایای وجود و انتظامِ این رویه‌ها، صاحبِ آثارِ بنیادی‌یی ست. در زمینهٔ معادلاتِ خطّی بیضوی، وِی، هم‌زمان با و مستقل از جان نَش موفّق به اثباتِ انتظامِ هُلدریِ جواب‌های ضعیفِ معادلاتِ بیضویِ درجهٔ ۲ شد، نتیجه‌ای که امروزه به قضیّهٔ دی‌جُرجی-نَش-مُزِر معروف است.
وی همچنین برنده جوایزی همچون جایزهٔ کاچُپُلی و جایزه ولف شده‌است.